# Sviňák (kniha)
Sviňák (anglicky Filth) je kniha skotského spisovatele Irvine Welshe o zkorumpovaném policistovi Bruci Robertsonovi, který neváhá podrážet své kolegy a přátele, aby si vydobyl cestu k vysněné kariéře. Kniha barvitě popisuje jeho závislost na kokainu, promiskuitu a nekolegiálnost. Vše je líčeno surovým a mnohdy až vulgárním stylem, pro Welshe typickým. Druhým – nezávislým – vypravěčem příběhu, který dokresluje podstatu hrdinova životního stylu je tasemnice, žijící v jeho střevech.

## Postavy
- Bruce Robertson je hlavním hrdinou knihy. Je posedlý workoholismem, množství přesčasových hodin zvládá pouze díky závislosti na kokainu. Neváhá podrazit své kolegy a přátele. Je to intrikán, který vše dělá pouze pro svůj prospěch. V jeho střevech žije tasemnice, která jej neustále žádá o přísun potravin, na kterých je závislá. Tasemnice rovněž vypravuje nezávislý příběh, z něhož vyplývá, proč je Robertson právě takový sviňák. Jeho oblíbenou hláškou, kterou umocňuje své názory je „a to bez prdele diviš“ (český překlad knihy).
- Carole Robertson je Brucova exmanželka. V románu vystupuje jako Brucovo alter-ego, snažící se ospravedlnit jeho činy.
- Tasemnice je další Brucovo alter-ego, ukazující spíše jeho negativní stránky a popisující období dětství, dospívání a prvních sexuálních zkušeností.
- Farmář Hector je distributor tvrdé pornografie. Bruce jeho služeb často využívá.
- Pošťák Alec se příběhem pouze mihne bez většího významu. Zajímavá je pouze tím, že se vyskytuje i v další Welshově knize Lepidlo.

## Knižní vydání a film

### V angličtině
- 1998 – kniha Filth vyšla poprvé ve Spojeném království
- 2013 – do kin byl uveden film Filth

### V češtině
- 2001 – vydalo nakladatelství Maťa knihu Sviňák v překladu Víta Malinovského
- 2015 – nakladatelství Argo vydalo Filth pod titulem Špína v překladu Víta Finkaly